# Tonček Štern
Tonček Štern, slovenski odbojkar, * 14. november 1995, Maribor
Štern trenutno igra za grški klub Olympiacos in slovensko reprezentanco, s katero je leta 2019 in 2021 postal evropski podprvak.